# NGC 5678
NGC 5678 è una galassia a spirale sbarrata con nucleo galattico attivo di tipo Hubble SAB(rs)b nella costellazione del Dragone nel cielo stellato settentrionale. Si stima che si trovi a 92 milioni di anni luce dalla Via Lattea e abbia un diametro di circa 85.000 anni luce.

## Scoperta
La galassia è stata scoperta il 17 aprile 1789 da William Herschel.